# Alberto Ravell
Andrés Alberto Ravell Cariño  (San Felipe, estado Yaracuy, Venezuela, 30 de noviembre de 1905 - Caracas el 4 de agosto de 1960) fue un político y periodista venezolano. Se desempeñó como periodista, locutor, escritor, concejal y parlamentario; dejando entrever en cada una de estas facetas, su incansable condición de luchador social.

## Biografía
Según consta en su fe de bautismo, Andrés Alberto nace como ya se mencionó el 30 de noviembre de 1901. Fue bautizado en la Iglesia Matriz de San Felipe, el 13 de mayo de 1902, siendo sus padrinos su tío José Antonio Ravell y la Sra. Carolina Delgado de Cariño. El ministro de la ceremonia fue el Presbítero Jesús María Heredia de la Vicaría de Barquisimeto
Fueron sus padres Federico Ravell y Clotilde Cariño, siendo sus hermanos Federico Guillermo, Eva María, Juan Bautista, Carola y Margot. Se conoce además que tuvo varios hermanos por parte de padre entre ellos, Castorila Barrios, Juan Rojas, Marcolina Salas y Ramón Contreras.
Se casó con Beatriz Elena Arreaza Arreaza de cuya unión nacieron sus hijos Alberto Federico y Andrés.

## Historia política
Este político venezolano fue bautizado por sus electores como el "Senador del Pueblo". Sus inicios en la actividad política venezolana se remontan a partir del encierro carcelario que sufre a los 15 años, por estar involucrado junto a su padre Federico Ravell, en un alzamiento contra la feroz dictadura del General Juan Vicente Gómez.
Tras ser liberado en el año de 1921, atraviesa su primer exilio por tierras de Colombia y Guatemala, país donde se incorporó a las guerrillas que peleaban en contra de la dictadura del General José María Orellana.
De allí, pasó a México donde en compañía con el Coronel Manuel Oreamuno Berrocal, conciben un plan para sacar del poder al dictador venezolano; pero la conspiración es develada, siendo sorprendidos al entrar al país con documentos falsos por lo que son cruelmente torturados y encerrados en las mazmorras del Castillo Libertador de Puerto Cabello (1923), padeciendo 12 años de penuria en ese centro presidiario. Pero Ravell logra salir en libertad a la muerte de Gómez en el año 1935. Berrocal no corre con igual suerte, ya que muere al poco tiempo de comenzar el confinamiento. Ravell fue uno de los firmantes del Plan de Barranquilla de 1931.
Los años siguientes lo mantuvieron ocupado realizando labores de lucha social, accionando campañas radiales en contra de la prostitución y otros vicios que aquejaban la capital venezolana por aquel entonces, a través de su programa periodístico de denuncia "El espejo de la Ciudad". 
Durante el año 1941 reaparece en la actividad política junto con los fundadores del Partido Acción Democrática. Unos años más tarde 1946 es electo Senador independiente (aunque con el apoyo de AD) por Yaracuy para integrar la Asamblea Nacional Constituyente pero ya en el año 1948 nuevamente sale al exilio tras el derrocamiento del Presidente Rómulo Gallegos, y la instauración de la Junta Militar y posterior ascenso al poder del General Marcos Pérez Jiménez. Esta vez le tocó sufrir su nuevo exilio en La Habana, Cuba. En el hotel San Luis del inmigrante de las Islas Canarias, Cruz Alonso. El historiador Charles D. Ameringer en su libro The Caribbean Legion, como el lugar de reunion de los miembros de La Legion del Caribe en sus conspiraciones para derrocar las dictaduras de derecha del momento: Trujillo, Somoza y Pérez Jiménez.  Alberto Ravell continuó en el exilio  hasta el año 1958, cuando este último es derrocado y Ravell vuelve a su país para incorporarse a la actividad periodística por los espacios hertzianos del noticiero de radio Continente, hasta su temprana muerte acaecida en el año 1960.